# 43 Rezerwowa Dywizja Piechoty (Cesarstwo Niemieckie)
43 Rezerwowa Dywizja Piechoty (niem. 43. Reserve-Division)  – związek taktyczny Armii Cesarstwa Niemieckiego. 
W sierpniu 1914 rozwinięto w Niemczech do etatów wojennych istniejące w okresie pokoju związki operacyjne (armie) i związki taktyczne. W tym też miesiącu z rekrutów, rezerwistów i ochotników znajdujących się  w korpuśnych ośrodkach szkoleniowych zorganizowano jednostki rezerwowe.

W składzie XXII Rezerwowego Korpusu Armijnego została rozwinięta między innymi 43 Rezerwowa Dywizja Piechoty. W I wojnie światowej dywizja walczyła na froncie zachodnim.

## Struktura organizacyjna
Skład w 1914:
- dowództwo dywizji
- 85 Rezerwowa Brygada Piechoty
  - 201 rezerwowy pułk piechoty
  - 202 rezerwowy pułk piechoty
- 86 Rezerwowa Brygada Piechoty
  - 203 rezerwowy pułk piechoty
  - 204 rezerwowy pułk piechoty
- 15 rezerwowy batalion strzelców